# Graneros (Tucumán)
Graneros is een plaats in het Argentijnse bestuurlijke gebied Graneros in de provincie  Tucumán. De plaats telt 5.263 inwoners.